# Eupoecilopoda perpunctata
Eupoecilopoda perpunctata är en stekelart som först beskrevs av Masi 1942.  Eupoecilopoda perpunctata ingår i släktet Eupoecilopoda och familjen sköldlussteklar. Inga underarter finns listade i Catalogue of Life.